# Порт Санта-Крус-де-Тенерифе

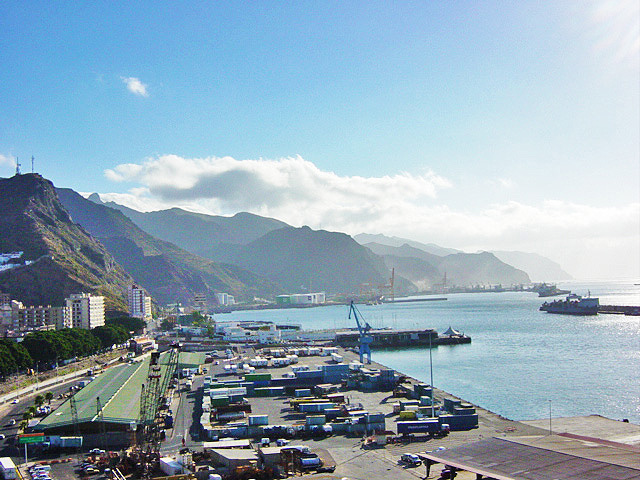
Панорамный вид на порт Санта-Крус-де-Тенерифе

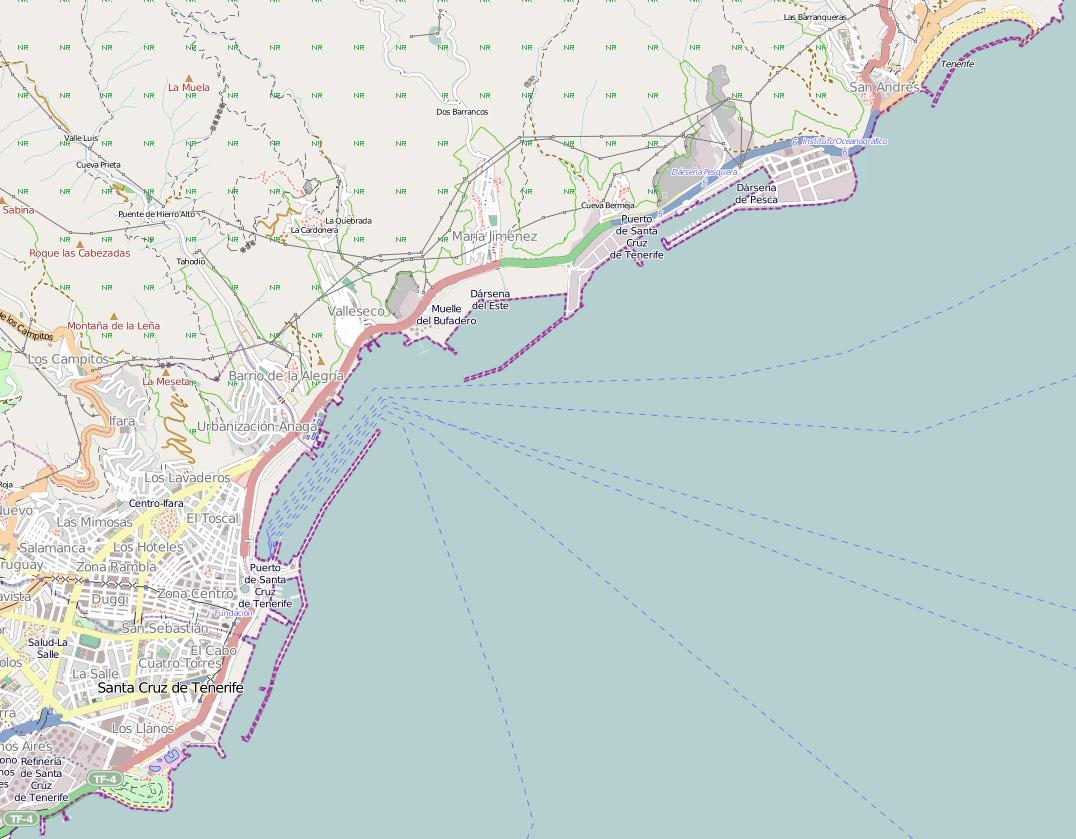
Порт Санта-Крус-де-Тенерифе

Порт Санта-Крус-де-Тенерифе (исп. Puerto de Santa Cruz de Tenerife) расположен на берегу Атлантического океана в столице одноимённой провинции Испании и используется рыбацкими, коммерческими, пассажирскими, а также спортивными судами. Как и все торговые и развлекательные порты провинции относится к ведению Управления порта Санта-Крус-де-Тенерифе. Рядом с портом находится знаменитое здание Аудиторио-де-Тенерифе.
Самый важный из пассажирских портов Канарских островов; 23 % пассажирских перевозок Канарских островов по морю проходят через него. Помимо паромного сообщения между островами, порт Санта-Крус-де-Тенерифе служит перевалочным пунктом для многочисленных судоходных линий, связывающих его с основными портами Европы, Африки и Америки. Порт вытянут вдоль береговой линии на двенадцать километров, простираясь от рыбацкого причала Сан-Андрес до muelle de Hondura. В 2016 году порт был включён Seatrade Cruise Med в число трёх крупнейших портов мира для круизных перевозок. Он разделяет это звание с портом Саутгемптона (Великобритания) и круизным терминалом Кай Так порта Гонконга (Китай).

## Характеристики
В соответствии с испанским морским законодательством несколько портов по техническим, политическим и историческим причинам объединены в структуру Autoridad Portuaria (дирекция порта), и полная статистика иногда относится только к администрации порта, а не к отдельным портам. Однако здесь приводится краткое описание сильных и слабых сторон порта Санта-Крус-де-Тенерифе, основанное на статистических данных, опубликованных администрацией порта:
- Он имеет большое значение в двух категориях: круизные перевозки (№ 1 на Канарских островах, 607 000 круизных пассажиров в 2011 г., второе место в Испании, уступающее только порту Барселоны) и улов свежей рыбы (№ 1 на Канарских островах, хотя в количественном отношении, представленном позже он показывает незначительные результаты, всего 5 400 тонн в 2011 году).

- Из-за важности межостровного морского транспорта он также занимает доминирующее положение в пассажирских перевозках (1 750 000 в 2011 г.), за ним следует порт Лос-Кристианос[англ.], расположенный на юге Тенерифе и главные морские ворота на Западных Канарских островах.

- Несмотря на то, что порт Санта-Крус-де-Тенерифе провозгласил себя важным узлом морских грузовых перевозок Европа-Африка-Америка, перевалка остается главной слабостью. Согласно последним данным, в 2011 году порт обработал в общей сложности 330 000 TEUS, при этом транзит составил лишь условную долю (0,011 % от общего объема грузов). Таким образом, рейтинг порта был понижен (по сравнению с близлежащим портом Ла-Пальмы[англ.] на острове Гран-Канария и исключен из трансъевропейской транспортной сети TEN-T (выбранной Европейской комиссией на основе количественных критериев, то есть доля >1 % от общего объема морских грузов в Европе). Однако ожидаются новые разработки после проекта расширения Dársena del Este и концессии на операции по обработке контейнеров, распространенные на OHL[англ.].

- Порт Санта-Крус-де-Тенерифе имеет самый современный круизный терминал в регионе Макаронезии.[6] Он имеет площадь 9 000 квадратных метров и способен обслуживать до 10 000 круизных пассажиров.[7] Здание объединяет несколько функций, в том числе: проверка, контроль, ожидание пассажиров и багажа и местное распределение. Здесь также есть стоянки для автобусов и такси, а также зоны логистики и закупок. Он рассчитан на 50 мест; зал ожидания на 520 мест; есть кафетерий, телефонная и интернет-зона, а также VIP-зал; охрана; отделения полиции; обслуживание докеров; офис для проведения экскурсий по острову Тенерифе; туалеты и гардеробные.[7]

В порту есть пограничный инспекционный пост (BIP), утвержденный Европейским союзом, который отвечает за проверку всех видов импорта из третьих стран или экспорта в страны за пределами Европейской экономической зоны.
Некоторые из крупнейших в мире океанских лайнеров, такие как Queen Mary 2 (2004 г.) и Queen Elizabeth 2 (также 2004 г.), останавливались в порту. Близость двух международных аэропортов подтверждает его статус базы для круизов.
26 сентября 1993 года шоу Dangerous World Tour Майкла Джексона остановилось в порту Санта-Крус перед 45 000 человек.

## Порты-побратимы
- Порт Шэньчжэня[англ.], Китай[8]